# Ra'ad ibn Zeid
Ra'ad bin Zeid (Árabe: الأمير رعد بن زيد‎) nasceu em 18 de fevereiro de 1936 em Berlim, Alemanha. Filho do príncipe Zeid ibn Huseyin da Casa Hachemita e da Fahrelnissa Zeid (Fakhr un-nisa) uma nobre turca. Após a morte de seu pai em 18 de outubro de 1970, ele herdou o cargo de Chefe da Casa Real do Iraque e Chefe da Casa Real da Síria. Ra'ad viveu em Londres e Paris. O Reino da Jordânia confirmou-o como Sua Alteza Real e Príncipe.